# Vance Brand
Vance DeVoe Brand (* 9. května 1931 Longmont, Colorado, USA) je americký letecký inženýr, zkušební pilot a hlavně astronaut z projektu Apollo a velitel letů s raketoplány.

## Život

### Mládí a výcvik
Střední školu ukončil koncem čtyřicátých let a zapsal se ke studiu komerčního inženýrství na University of Colorado at Boulder. V roce 1953 studium ukončil, oženil se a nastoupil vojenskou službu. A ač po tom nikdy netoužil, byl přidělen k letcům. Po základním pilotním výcviku se zaškolil na reaktivní letouny. Pak byl převelen do posádky v Japonsku na plných 15 měsíců, to v době, kdy jeho manželka očekávala narození prvního potomka (měli spolu celkem čtyři).
Ihned po skončení povinné vojny byl propuštěn do zálohy a začal se studiem na coloradské universitě, obor letecké inženýrství. Studium zvládl a v roce 1960 získal diplom. Nastoupil u firmy Lockheed jako palubní technik při zkouškách letounu P3A Orion a zároveň studoval školu námořních zkušebních pilotů. Dokončil si také disertační práci v oboru obchodních věd na státní universitě v Los Angeles. Jako tovární zkušební pilot odjel do Palmdale v Kalifornii, kde zkoušel prototypy letadel F-104 pro NSR a Kanadu.
V roce 1966 se rozhodl vyzkoušet něco jiného a přihlásil se do týmu kosmonautů. Prošel úspěšně zkouškami u NASA a v dubnu 1966 byl do týmu přijat. Osm let byl mezi náhradníky Apolla, avšak staří kosmičtí veteráni měli přednost. Ke konci programu Apollo již byl v pomocných záložních posádkách (Apollo 8, Apollo 13), také byl náhradníkem v programu Skylab (Skylab 3, Skylab 4). Dočkal se poprvé až u mezinárodního programu Apollo-Sojuz v roce 1975 (to mu bylo 44 roků), kterému předcházel výcvik i v Hvězdném městečku (SSSR) včetně výuky ruského jazyka. Tehdy byl popisován jako vysoký, světlovlasý a usměvavý muž, snadno si získávající přátele. Při zdejším výcviku získal přezdívku Váněčka..

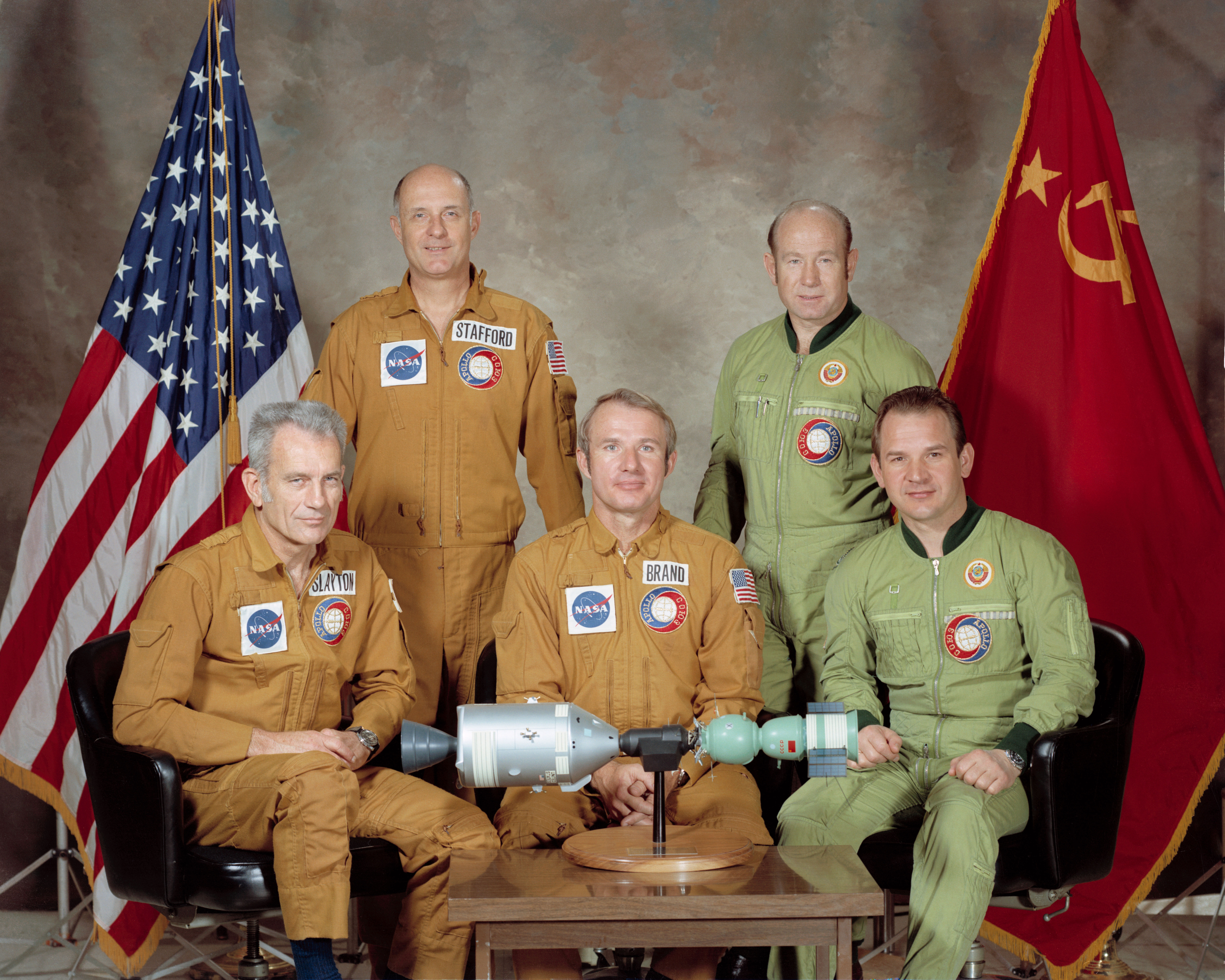
Posádky programu Sojuz-Apollo, Brand sedí uprostřed

### Lety do vesmíru
První let byl odstartován z mysu Canaveral v červenci 1975. Na palubě Apolla letěl se Thomasem Staffordem a Donaldem Slaytonem. Měl zde funkci pilota velitelské sekce kosmické lodi. Na oběžné dráze se spojili se Sojuzem 19 (posádka Alexej Leonov, Valerij Kubasov). Po úspěšném rande-vous přistáli na hladině Tichého oceánu po 217 hodinách letu.
Po skončení tohoto letu v týmu zůstal a začal se zacvičovat na lety raketoplánů jako jejich velitel. Velel postupně třem letům. Po sedmi letech letěl s Columbií na misi STS-5. Na palubě byli s ním ještě tři kosmonauti: Robert Overmyer, Joseph Allen a William Lenoir. Během letu vypustili několik družic, přistáli pak na základně Edwards AFB.
Jeho třetí let se uskutečnil s raketoplánem Challenger při misi STS-41-B v roce 1984, což byl desátý let raketoplánů USA. Na palubě s ním byli Robert Gibson, Bruce McCandless, Ronald McNair a Robert Stewart (letělo jich pět). Obě družice vypuštěné se na stanovené oběžné dráhy nedostaly a tak let nepatřil k úspěšným.
Počtvrté a naposled letěl na Columbii. Byl to 38. let raketoplánu, devítidenní mise pod označením STS-35, v sedmičlenné posádce byli s ním kosmonauti Guy Gardner, Jeffrey Hoffman, John Lounge, Robert Parker, Samuel Durrance a Ronald Parise. Brand byl nejstarším velitelem raketoplánu v historii, bylo mu tehdy 59 roků.
V kosmu nalétal 31 dní.
- Apollo-Sojuz (15. července 1975 – 24. července 1975)
- STS-5 Columbia (11. listopadu 1982 – 16. listopadu 1982)
- STS-41-B Challenger ( 3. února 1984 – 11. února 1984)
- STS-35 Columbia ( 2. prosince 1990 – 11. prosince 1990)

## Po letech
Zůstal u NASA na kalifornské základně Edwards AFB až do svých 76 let ve funkci manažera. Byl také zástupcem ředitele pro letecké a kosmické projekty v Drydenově leteckém výzkumném středisku NASA v Kalifornii. Do důchodu odešel v dubnu 2008.